# Willy Roy
Willy Roy (Treuberg, 8 febbraio 1943) è un allenatore di calcio ed ex calciatore tedesco naturalizzato statunitense.

## Carriera

### Calciatore

#### Club
Formatosi nella rappresentativa del Reavis High School, Roy giocò in varie formazioni dell'area di Chicago. Nella stagione 1967 passa al Chicago Spurs, militante nella neonata NPSL. Con gli Spurs ottenne il terzo posto nella Western Division ed il titolo individuale di miglior esordiente stagionale.
La stagione seguente Roy, a seguito del trasferimento degli Spurs a Kansas City, gioca nei Kansas City Spurs con cui giunge alle semifinali della neonata NASL.
Dal 1970 al 1975 ritorna ai Ukrainian Lions, pur militando anche in formazioni della NASL.
Nella stagione 1971 gioca con i St. Louis Stars, con cui chiude l'anno all'ultimo posto della Southern Division. La stagione seguente raggiunge con gli Stars la finale, giocata da titolare, persa contro il New York Cosmos. Nell'annata 1973 ottiene invece il secondo posto della Southern Division, che non basta per accedere alle semifinali.
Nella stagione 1975 Roy passa ai Chicago Sting, con cui ottiene il secondo posto della Central Division, che non garantì alla squadra l'accesso ai quarti di finale del torneo. Tornerà a giocare con la maglia degli Sting nel 1979 in occasione di alcuni incontri amichevoli.

#### Nazionale
Roy indossò la maglia degli USA tra il 1965 ed il 1973.

### Allenatore
Ritiratosi dal calcio giocato, rimane nei Chicago Sting, divenendo assistente dell'allenatore Bill Foulkes che sostituì quando egli venne esonerato. Nella sua prima esperienza sulla panchina degli "Sting" Roy raggiunse il quarto posto della Northern Division nella North American Soccer League 1977. Nella stagione seguente sostituisce a metà giugno l'esonerato Malcolm Musgrove, riuscendo ad arrivare agli ottavi di finale.
Confermato anche per la stagione seguente, Roy giunge con gli "Sting" ai quarti di finale.
Dopo un altro arrivo negli ottavi di finale nel 1980, Roy vince la North American Soccer League 1981, battendo in finale i New York Cosmos. Nella stessa stagione si aggiudica il titolo individuale di miglior allenatore. Fallimentare è invece la stagione 1982, chiusa all'ultimo posto della Eastern Division.
Dopo il raggiungimento dei quarti di finale nella stagione 1983, Roy vince la North American Soccer League 1984, ultima edizione del torneo nordamericano, battendo in finale il Toronto Blizzard. Roy resterà alla guida degli Sting sino al 1988, guidandola nella MISL
Dal 1985 sino al 2001 è alla guida della rappresentativa calcistica della Northern Illinois University.

## Statistiche

### Cronologia presenze e reti in Nazionale
| Cronologia completa delle presenze e delle reti in nazionale ― Stati Uniti | Cronologia completa delle presenze e delle reti in nazionale ― Stati Uniti | Cronologia completa delle presenze e delle reti in nazionale ― Stati Uniti | Cronologia completa delle presenze e delle reti in nazionale ― Stati Uniti | Cronologia completa delle presenze e delle reti in nazionale ― Stati Uniti | Cronologia completa delle presenze e delle reti in nazionale ― Stati Uniti | Cronologia completa delle presenze e delle reti in nazionale ― Stati Uniti | Cronologia completa delle presenze e delle reti in nazionale ― Stati Uniti |
| Data                                                                       | Città                                                                      | In casa                                                                    | Risultato                                                                  | Ospiti                                                                     | Competizione                                                               | Reti                                                                       | Note                                                                       |
| -------------------------------------------------------------------------- | -------------------------------------------------------------------------- | -------------------------------------------------------------------------- | -------------------------------------------------------------------------- | -------------------------------------------------------------------------- | -------------------------------------------------------------------------- | -------------------------------------------------------------------------- | -------------------------------------------------------------------------- |
| 12-3-1965                                                                  | Città del Messico                                                          | Messico                                                                    | 2 – 0                                                                      | Stati Uniti                                                                | Qual. Mondiali 1966                                                        | -                                                                          |                                                                            |
| 15-9-1968                                                                  | New York                                                                   | Stati Uniti                                                                | 3 – 3                                                                      | Israele                                                                    | Amichevole                                                                 | 1                                                                          |                                                                            |
| 25-9-1968                                                                  | Filadelfia                                                                 | Stati Uniti                                                                | 0 – 4                                                                      | Israele                                                                    | Amichevole                                                                 | -                                                                          |                                                                            |
| 17-10-1968                                                                 | Toronto                                                                    | Canada                                                                     | 4 – 2                                                                      | Stati Uniti                                                                | Qual. Mondiali 1970                                                        | 1                                                                          |                                                                            |
| 20-10-1968                                                                 | Port-au-Prince                                                             | Haiti                                                                      | 3 – 6                                                                      | Stati Uniti                                                                | Amichevole                                                                 | 2                                                                          |                                                                            |
| 21-10-1968                                                                 | Port-au-Prince                                                             | Haiti                                                                      | 5 – 2                                                                      | Stati Uniti                                                                | Amichevole                                                                 | -                                                                          |                                                                            |
| 27-10-1968                                                                 | Atlanta                                                                    | Stati Uniti                                                                | 1 – 0                                                                      | Canada                                                                     | Qual. Mondiali 1970                                                        | -                                                                          |                                                                            |
| 2-11-1968                                                                  | Kansas City                                                                | Stati Uniti                                                                | 6 – 2                                                                      | Bermuda                                                                    | Qual. Mondiali 1970                                                        | -                                                                          |                                                                            |
| 10-11-1968                                                                 | Hamilton                                                                   | Stati Uniti                                                                | 6 – 2                                                                      | Bermuda                                                                    | Qual. Mondiali 1970                                                        | -                                                                          |                                                                            |
| 20-4-1969                                                                  | Port-au-Prince                                                             | Haiti                                                                      | 2 – 0                                                                      | Stati Uniti                                                                | Qual. Mondiali 1970                                                        | -                                                                          |                                                                            |
| 11-5-1969                                                                  | San Diego                                                                  | Stati Uniti                                                                | 0 – 1                                                                      | Haiti                                                                      | Qual. Mondiali 1970                                                        | -                                                                          |                                                                            |
| 20-8-1972                                                                  | Saint John's                                                               | Canada                                                                     | 3 – 2                                                                      | Stati Uniti                                                                | Qual. Mondiali 1974                                                        | 1                                                                          |                                                                            |
| 29-8-1972                                                                  | Baltimora                                                                  | Stati Uniti                                                                | 2 – 2                                                                      | Canada                                                                     | Qual. Mondiali 1974                                                        | 1                                                                          |                                                                            |
| 3-9-1972                                                                   | Città del Messico                                                          | Messico                                                                    | 3 – 1                                                                      | Stati Uniti                                                                | Qual. Mondiali 1974                                                        | 1                                                                          |                                                                            |
| 10-9-1972                                                                  | Los Angeles                                                                | Stati Uniti                                                                | 1 – 2                                                                      | Messico                                                                    | Qual. Mondiali 1974                                                        | -                                                                          |                                                                            |
| 16-10-1973                                                                 | Città del Messico                                                          | Messico                                                                    | 2 – 0                                                                      | Stati Uniti                                                                | Amichevole                                                                 | -                                                                          | 86’                                                                        |
| 3-11-1973                                                                  | Port-au-Prince                                                             | Haiti                                                                      | 1 – 0                                                                      | Stati Uniti                                                                | Amichevole                                                                 | -                                                                          |                                                                            |
| 5-11-1973                                                                  | Port-au-Prince                                                             | Haiti                                                                      | 1 – 0                                                                      | Stati Uniti                                                                | Amichevole                                                                 | -                                                                          | Uscita                                                                     |
| 13-11-1973                                                                 | Giaffa                                                                     | Israele                                                                    | 3 – 1                                                                      | Stati Uniti                                                                | Amichevole                                                                 | 1                                                                          |                                                                            |
| 15-11-1973                                                                 | Be'er Sheva                                                                | Israele                                                                    | 2 – 0                                                                      | Stati Uniti                                                                | Amichevole                                                                 | -                                                                          |                                                                            |
| Totale                                                                     |                                                                            | Presenze                                                                   | 20                                                                         |                                                                            | Reti                                                                       | 8                                                                          |                                                                            |

## Palmarès

### Calciatore

#### Individuale
- USA Rookie of the Year: 1

1967

### Allenatore

#### Club
- Campionato NASL: 2

Chicago Sting:1981, 1984

#### Individuale
- NASL Coach of the Year: 1

1981